# Epipódio e Alexandre
Epipódio e seu companheiro de fé Alexandre (morto em 178) são venerados como santos cristãos. O dia da festa é 22 de abril, e Alexandre também é comemorado em 24 de abril na Igreja Ortodoxa Oriental. Epipódio era natural de Lyon; Dizia-se que Alexandre era natural da Frígia e médico de profissão. Ambos foram martirizados durante o reinado de Marco Aurélio.

## Vida
A primeira menção a Epipódio e Alexandre está em uma homilia de São Euquério, cerca de 440. Epipódio nasceu em Lyon e Alexandre era um grego, originalmente da Frígia. De nascimento distinto, eles eram amigos íntimos desde os tempos de infância. Dizem que Epipódio foi um celibatário confirmado, que dedicou seu tempo às obras cristãs.
Após a perseguição em Lyon, no verão de 177, Epipódio e Alexandre, denunciados como cristãos, deixaram a cidade e retiraram-se para uma vila próxima. Ali encontraram refúgio na casa de uma pobre viúva cristã situada a noroeste da colina de Fourvière. No entanto, um servo os traiu e comunicou às autoridades imperiais. Os dois homens foram presos, torturados e condenados. De acordo com Alban Butler, depois de sofrer tortura na prateleira, Epipódio, o mais novo dos dois, foi decapitado. Alban Butler diz que Alexandre, depois de sofrer uma agressão prolongada e brutal, foi crucificado e morreu quase imediatamente. outro relato diz que ele morreu de espancamentos e maus-tratos na prisão.

## Veneração
Os cristãos levaram seus corpos em particular e os enterraram em uma colina perto da cidade; que lugar ficou famoso depois pelo grande número de milagres que foram feitos ali. A tumba estava originalmente fora dos muros da cidade, mas depois foi fechada dentro deles. São Gregório de Tours diz que, no século VI, seus corpos estavam depositados na Igreja de São Irineu outrora chama de Igreja de São João, sob o altar, onde as relíquias desses dois santos mártires foram encontrados 1410.
Epipódio é venerado como o santo padroeiro dos solteiros, vítimas de traição e vítimas de tortura.